# 軍国主義学生同盟
軍国主義学生同盟（ぐんこくしゅぎがくせいどうめい）は、1966年、日本大学の右翼学生グループ「桜会」が、指導団体であった防共挺身隊や青年行動隊と共に結成した学生青年団体である。略称「軍学同」。

## 概要
防共挺身隊の安藤忠男行動隊長以下の隊員数名と日大桜会から池尻泰顔、桶忠、岩下太郎（後の中核派の糾察隊隊長）網谷某、のグループ156名が参加した。本部は赤坂の新町アパートに置いていた。その玄関には軍国主義学生同盟中央執行委員会本部という縦180cm、横50cmの大きな看板が掛けられていた。
結成当時の日本社会は左翼全盛の時代、全共闘が大学を占拠、日夜機動隊と街頭で市街戦を繰り返していた。既成の右翼活動に飽き足らない右翼青年が右からも左からも全世界から嫌悪されていた”日本軍国主義”を正面から標榜した運動体を結成した意図は、軍国主義は絶対の悪であるというアメリカ占領軍とそれに追随する戦後左翼と右翼に対するあてつけの嫌がらせであると共に、実は日本軍国主義にこそ戦後日本民族運動及び右翼運動の真正な方向を示す道があるのではないかと云う自らに問いかけた疑問によるものであった。
当時、軍国主義学生同盟は連日のように街宣車を繰り出し六本木の防衛庁周辺を自衛隊に決起を促す街宣をかけていた。
日本教職員組合の浦和大会では凶器準備集合罪、公妨、傷害罪で池尻、楠本（後の大日本誠流社会長）中核派に転向した岩下等8名が現行犯逮捕されている。新宿東口で街宣中には三島由紀夫の秘書から楯の会へ入会の誘いがあったが、その際のことについて、“軍学同は右の青白きインテリ風を嫌う直接行動を第一とするルンペン学生と青年の集まりなので、きれいな制服を着飾ったおもちゃの兵隊のような楯の会への入会はできないと言う事をその三島さんの秘書の方にお断りした”と桶忠は語っていた。1969年（昭和44年）に、福田防共挺身隊隊長の社会不在中に麦田派との内部抗争で行動隊長の安藤派が参謀中堂利夫と共に出て行った。軍学同はその後自然消滅するが、安藤一派は防共挺身隊に復帰、麦田派を追い出し防共挺身隊の主流派に返り咲いた。